# Dødheimsgard
Dødheimsgard ist eine norwegische Metal-Band aus Oslo. Sie wurde 1994 von Björn „Aldrahn“ Dencker und Yusaf „Vicotnik“ Parvez als reine Black-Metal-Band gegründet, änderte jedoch ihren Stil mit dem 1999 erschienenen Album 666 International unter Einbezug von avantgardistischen Elementen und Elementen aus dem Industrial Metal zu experimentellem progressiven Metal mit diversen Einflüssen. Der Name der Band bedeutet in etwa ‚Heim der Toten‘ oder einfach ‚Totenreich‘. Seit dem Jahr 2000 verwenden Dødheimsgard zur Selbstbezeichnung das Kürzel DHG.

## Geschichte
Im Juli 1994 nahm die Band eine Demokassette mit drei Titeln auf, welche nicht veröffentlicht wurde.
Im Jahr 1995 veröffentlichten Dødheimsgard über das deutsche Label Malicious Records, welches bis 1997 vor allem Bands des norwegischen Black Metal (wie z. B. auch Gorgoroth und Borknagar) vertrieb, ihr Debütalbum Kronet til konge. Aldrahn übernahm den Gesang und die Gitarre, Vicotnik das Schlagzeug. Den Bass spielte Gylve „Fenriz“ Nagell von Darkthrone und Isengard ein.
Das Nachfolgealbum Monumental Possession erschien 1996 ebenfalls über Malicious Records. Auf diesem Album übernahm Jonas Alver von der Band Emperor die Bassparts, die zweite Gitarre spielte der norwegische Multi-Instrumentalist Ole Jørgen „Apollyon“ Moe (Immortal, Aura Noir).
1998 wurde die EP Satanic Art über das norwegische Label Moonfog Productions veröffentlicht, welches von Sigurd „Satyr“ Wongraven (Satyricon) und Tormod Opedal gegründet wurde. Wie bei den Vorgängeralben sang Aldrahn und spielte Gitarre. Vicotnik übernahm auch einige Gesangsparts und spielte nun ebenfalls Gitarre, jedoch unter dem Pseudonym „Mr. Fixit“. Apollyon spielte diesmal nur Schlagzeug. Svein Egil Hatlevik von der Band Fleurety spielte unter dem Pseudonym „Hologram“ Keyboards und Piano ein. Thomas Rune „Galder“ Andersen von der Band Old Man’s Child spielte einige Gitarrenparts ein und Stine Lunde die Violine im Lied Traces of Reality.
Es folgte im Jahr 1999 das Album 666 International, welches über Moonfog Productions veröffentlicht wurde. Aldrahn, Vicotnik, Apollyon und Hologram (diesmal unter dem Pseudonym „Mr. Magic Logic“) blieben Teil der Besetzung, hinzu kam Carl-Michael „Czral“ Eide (er wirkte unter anderem bei Satyricon, Ved Buens Ende und Aura Noir mit). Er übernahm das Schlagzeug und Gitarrenparts.
Im Jahr 2003 verließ Aldrahn Dødheimsgard und es wurde still um die Band. Erst 2006 wurde Mat „Kvohst“ McNerney als neuer Sänger bekanntgegeben.
Acht Jahre nach der letzten Veröffentlichung erschien das Album Supervillain Outcast am 26. März 2007 in Norwegen und am 17. April 2007 weltweit über Moonfog Productions. Die Bandbesetzung auf diesem Album im Vergleich zum vorherigen hat sich stark verändert. Lediglich Vicotnik, der neben der Gitarrenarbeit jetzt auch Sampling und Soundeffekte programmierte und Czral am Schlagzeug blieben. Neben dem neuen Sänger Kvohst kamen Tom „Thrawn“ Kvålsvoll an der Gitarre, Kristian „Clandestine“ Eidskrem am Bass und Mort hinzu, welcher ebenfalls sampelte und programmierte. Kurz nach Czrals Schlagzeugaufnahmen wurde er Opfer eines Unfalls, bei welchem er aus dem Fenster stürzte und an beiden Beinen gelähmt wurde. Aus diesem Grund schied er auch aus der Band aus und musste ersetzt werden.
Am 20. März 2015 erschien das Album A Umbra Omega über das britische Label Peaceville Records. 8 Jahre später erschien am 14. April 2023 das Studioalbum Black Medium Current über das gleiche Label.

## Stil

### Konzept und Texte
Vicotnik, der sich selbst als Satanist bezeichnet und nach wie vor auf die Regeln der 1990er-Black-Metal-Szene beruft, betrachtet Liedtexte als essentiell. Sie sollten zum Lied, dem Album und zueinander passen und Kopien voneinander sein. Ihm gehe es darum, dem Hörer über die Themen und Texte Fragen zu stellen und in ihrem Geist Gedanken und Visionen zu kreieren; er selbst bevorzuge Alben, die ihn in nichtmusikalischer Hinsicht ansprechen.
Auf dem ersten Album Kronet til konge befinden sich sowohl Lieder mit norwegischen als auch mit englischen Texten. Ab dem Nachfolgealbum Monumental Possession sind die Texte durchgehend in Englisch verfasst.
Das Album 666 International enthält neun eigentliche Titel, der letzte ist Completion, jedoch befinden sich nach diesem noch weitere 59 Hidden Tracks ohne Inhalt, sodass das Album dadurch 66 Titel enthält und eine Spielzeit von 66 Minuten und 6 Sekunden erreicht. Diese Konzeption unterstreicht den Titel des Albums.
Dødheimsgards Album Supervillain Outcast, auf Deutsch ‚ausgestoßener Superbösewicht‘, handelt vom Erkennen „mechanischer, gesichtsloser Strukturen“ und der Emanzipation von diesen, um einen „einsamen, dunklen Platz“ in sich selbst zu finden und von dort aus alles neu zu definieren; in diesem Prozess erkenne man seine Fähigkeiten. In einen biblischen Sinn übersetzt, bedeutet Supervillain Outcast Satan: Luzifer hinterfragte die Strukturen seiner Umgebung und nahm die Rolle als Ausgestoßener an. In seinem eigenen Reich erfüllte er seine selbstgewählte Prophezeiung. Es geht hierbei um das Sprengen des Rahmens der eigenen Situation und die Evolution auf der anderen Seite. Vicotnik legte bei diesem Album Wert auf tabu-orientierte Texte mit Spuren von Paradoxen und Ironie.

### Musik

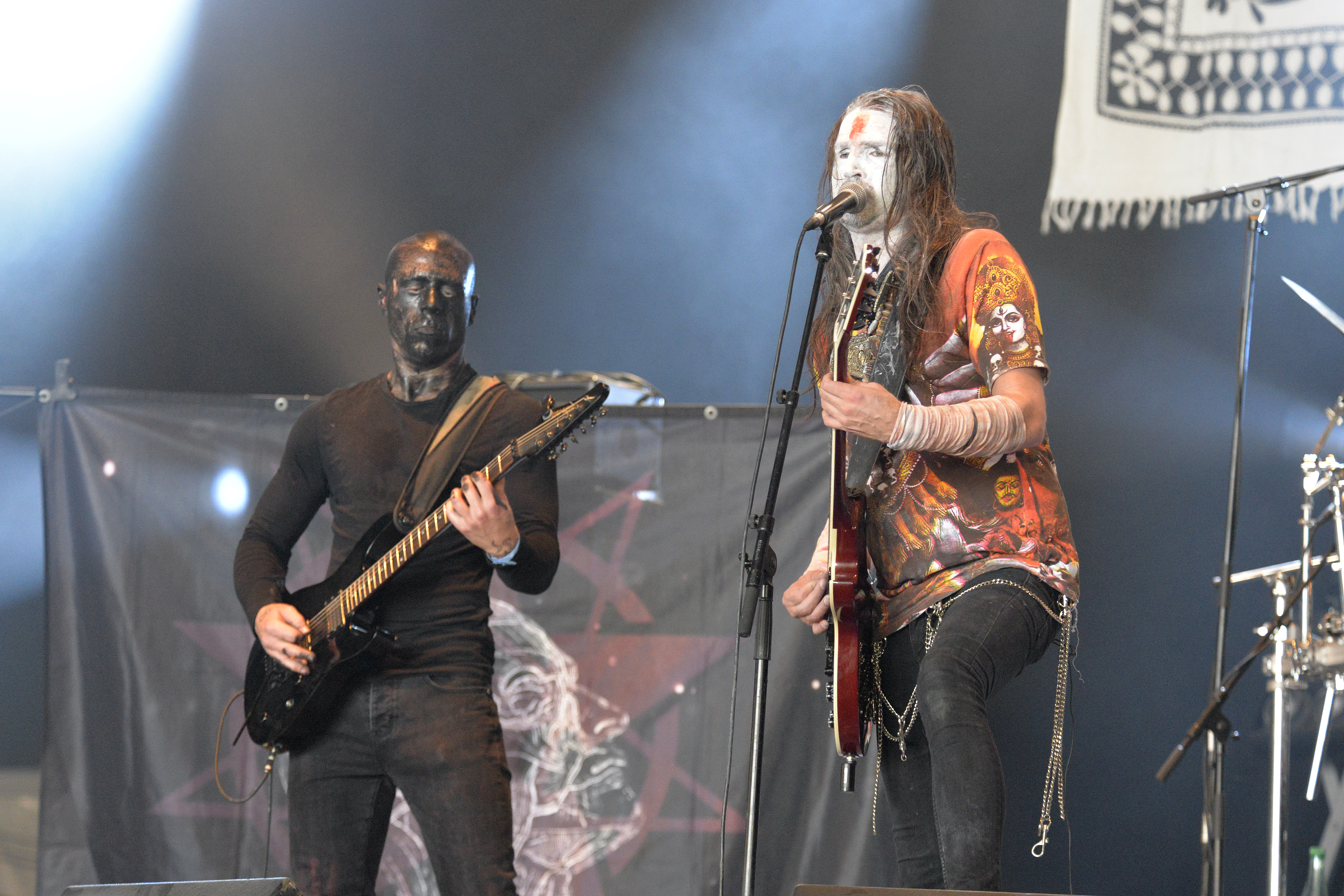
DHG auf dem Hellfest 2017

Die Musik von Dødheimsgard wird von der Musikpresse und Werbung als Avantgarde Black Metal bezeichnet. Das Vorhandensein eines eigenen Genres, das sich Avant-garde Metal nennt, ist jedoch umstritten, weshalb die Band meist dem Progressive Metal, wegen der elektronischen Elemente dem Industrial Metal oder wegen der Wurzeln der Band in der norwegischen Black-Metal-Szene dem Black Metal zugeordnet wird. Eine genaue Zuordnung ist auf Grund der diversen Einflüsse nicht möglich. Vicotnik ordnet die Band dem Black Metal zu, der eher mental und weniger klanglich definiert sei. Karagiannidis Panagiotis von Metal Paths bezeichnet die Band selbst als „herausragendes Black-Metal-Genre“.
Die Musik des Debütalbums Kronet til konge ist klassischer Black Metal norwegischer Spielart mit eingängiger Schlagzeugspur, typischen melodischen Gitarrenlinien und rauem Kreischgesang mit Hall-Effekt (Reverb). Im Nachhinein erntete das Album gute Kritiken, weil es besonders stilecht klingt, jedoch wurde vor allem auch das Fehlen neuer Elemente oder eines progressiveren Ansatzes bemängelt.
Dieser progressive Ansatz kam mit der Nachfolgeveröffentlichung Monumental Possession. Auf diesem Album ließ die Band Elemente aus dem Thrash Metal im Stil von Bathory und avantgardistische Elemente einfließen.
Noch weiter ging die Band auf ihrer EP Satanic Art. Hier werden Keyboards und Piano verwendet und erstmals sind auch Soundeffekte und Samples zu hören. Die Sprachsamples aus Traces of Reality und Wrapped in Plastic stammen aus der Fernsehserie Twin Peaks. Im Lied Traces of Reality ist zusätzlich eine Violine zu hören, die zum Kreieren der düsteren Atmosphäre beiträgt. Diese EP kann als erster Blick auf den starken musikalischen Wandel gesehen werden, den die Band mit 666 International nur ein Jahr später einschlug.
Auf 666 International mischen Dødheimsgard Black Metal mit verschiedenen Elementen, vor allem  aus dem Industrial Metal und Cybergrind. Es entsteht ein auf den ersten Blick unkonventioneller, chaotischer Sound in dem sich sehr eingängige rhythmische Stellen mit unwahrscheinlich schnellen Blast-Beat-Passagen abwechseln. Ein gutes Hörbeispiel ist der Titel Ion Storm, der zunächst mit fast gesprochenem Text vor elektronischem Hintergrundsound mit teilweise einsetzenden Gitarrenriffs beginnt und dann zunehmend Spannung aufbaut. Der Gesang auf dem Album ist sehr abwechslungsreich. Es handelt sich nicht mehr nur um den klassischen Kreischgesang des Black Metal, sondern wird meist geschrien, manchmal auch gegrowlt.
Als Ursache für den krassen musikalischen Wandel kann unter anderem der Einfluss anderer norwegischer experimentell-avantgardistisch arbeitender Bands genannt werden, die ebenfalls über Moonfog Productions veröffentlichten und denen viele Mitglieder der Band entstammten wie Ved Buens Ende, Fleurety und Aura Noir.
Supervillain Outcast stellt eine deutliche Weiterentwicklung der Band da. Die Musik erscheint teilweise von morgenländischer Musik beeinflusst. Der Grund hierfür ist Vicotniks zur Hälfte indische Abstammung. Er versucht seine kulturelle Herkunft in seiner Musik mitzuverarbeiten. Im Lied The Snuff Dreams Are Made Of hört man schräge Flötentöne, die sich mit einem didgeridooartigen Synthesizergeräusch abwechseln, wodurch ein treibender Rhythmus erzeugt wird. Auf dem Album werden durchgehend quietschende und rauschende elektronische Geräusche, aber auch durch Bending erzeugte „kreischende“ Gitarrentöne benutzt. Häufig wechselt das Tempo und die Struktur der Lieder. Der Gesang des neuen Sängers Kvohst ist ebenso vielfältig wie der Aldrahns auf dem Vorgängeralbum, jedoch wird sehr häufig klarer, meist mehrstimmiger Gesang im Hintergrund verwendet. Der Titel Secret Identity ist ein reiner A-cappella-Kanon. Die Gesamtatmosphäre des Albums kann als verstörend, abwechselnd depressiv und wütend bezeichnet werden.

## Diskografie

### Demos
- 1994: Promo 1994 (Demo)
- 1995: Promo 1995 (Demo)

### Studioalben
- 1995: Kronet til konge
- 1996: Monumental Possession
- 1999: 666 International
- 2007: Supervillain Outcast
- 2015: A Umbra Omega
- 2023: Black Medium Current

### EPs und Singles
- 1998: Satanic Art (EP)

### Compilation-Beiträge
- 1998: Green Cave Float auf Darkthrone Holy Darkthrone – Eight Norwegian Bands Paying Tribute
- 2000: Haemorrhage – Era One Reconstructed auf Moonfog 2000 – A Different Perspective